# Steinbach an der Steyr
Steinbach an der Steyr es una localidad situada en el distrito de Kirchdorf, en el estado de Alta Austria, Austria. Tiene una población estimada, a principios del año 2022, de 1968 habitantes.
Está ubicada al sur del estado, cerca de la frontera con el estado de Estiria y al sur del río Danubio y de Linz —la capital del estado—